# Shenzhen International 2015
De Shenzhen International is een golftoernooi in China dat deel uitmaakt van de Europese PGA Tour sinds 2015. De organisatie is in handen van IMG en de China Golf Association (CGA).
Het toernooi werd in 2015 gespeeld op de Genzon Golf Club, waar in 2014 het Volvo China Open werd gespeeld. De par van de baan is 72. De stad Shenzhen staat in de golfwereld vooral bekend omdat de Mission Hills Golf Club zich hier bevindt, waar onder meer de World Cup of Golf gespeeld wordt.

## 2015
Een maand voor het toernooi werd een kwalificatietoernooi gespeeld waar 100 PGA-leden en 32 amateurs (max handicap 3.0) aan mochten meedoen. Er waren 6 plaatsen beschikbaar.

### Verslag
Er deden 156 spelers mee, 97 van de Europese Tour, 52 van de CGA, 5 andere PGA-leden en 2 Chinese amateurs (Tianlang Guan (winnaar Asia-Pacific Amateur 2012) en Wei Kang).
Ronde 1
De eerste editie was van 16-19 april 2015. Het prijzengeld was $ 2.500.000.

Wen-yi Huang ging na ronde 1 met een score van 66 aan de leiding.
Morten Ørum Madsen maakte tijdens de eerste ronde een hole-in-one op hole 12. 
Ronde 2
De 24-jarige Amerikaan Peter Uihlein (US Amateur 2010) nam de leiding over terwijl Kiradech Aphibarnrat op de tweede plaats bleef staan. Uihlein was net als in ronde 1 de speler met de langste afslagen, gemiddeld 281 meter.
Ronde 3 en 4
Tijdens ronde 3 verbeterde Hao-tong Li het toernooirecord. Na zijn ronde van 65 steeg hij naar de 8ste plaats. Aphibarnrat bleef aan de leiding. Na ronde 4 stonden beide spelers gelijk en moest een play-off gespeeld worden. Aphibarnrat maakte een birdie op de eerste extra hole en won het toernooi. Tommy Fleetwood sloot het toernooi af met twee rondes van 69 en werd nummer 3. Wen-yi Huang, leider van de eerste ronde, werd 4de. Een mooi resultaat voor de Chinese organisatie.

Yechun Yuan was deze week de beste amateur met een score van 291 eindigde hij op de 55ste plaats.
- Scores

| Naam                 | R2D | OWGR | R1 | Nr  | R2 | Totaal | Nr  | R3 | Totaal | Nr  | R4 | Totaal | Nr | Play-off | Play-off |
| -------------------- | --- | ---- | -- | --- | -- | ------ | --- | -- | ------ | --- | -- | ------ | -- | -------- | -------- |
| Kiradech Aphibarnrat | 21  | 116  | 67 | T2  | 69 | 136    | T2  | 68 | 204    | 1   | 72 | 276    | T1 | 3        | 1        |
| Hoa-tong Li          | =   | 194  | 71 | T30 | 73 | 144    | T46 | 65 | 209    | T8  | 67 | 276    | T1 | 4        | 2        |
| Tommy Fleetwood      | 45  | 66   | 70 | T17 | 69 | 139    | T12 | 69 | 208    | T4  | 69 | 277    | 3  |          |          |
| Peter Uihlein        | 82  | 180  | 67 | T2  | 68 | 135    | 1   | 71 | 206    | T2  | 72 | 278    | T4 |          |          |
| Wen-yi Huang         | =   | 1189 | 66 | 1   | 74 | 140    | T11 | 70 | 210    | T13 | 68 | 278    | T4 |          |          |

| Leider |  | Toernooirecord |  | R2D = Race To Dubai = Ranglijst Europese Tour |  | OWGR = wereldranglijst |  |

 Nedbank Golf Challenge ·
 Alfred Dunhill Championship ·
 South African Open ·
 Abu Dhabi Golf Championship ·
 Qatar Masters ·
 Dubai Desert Classic ·
 Malaysian Open ·
 Thailand Classic ·
 Indian Open ·
 Joburg Open ·
 WGC - Championship ·
 Africa Open ·
 Tshwane Open ·
 Madeira Island Open ·
 Trophée Hassan II ·
 The Masters · 
 Shenzhen International ·
 Volvo China Open ·
 WGC - Match Play Championship ·
 Mauritius Open ·
 Open de España ·
 BMW PGA Championship ·
 Irish Open ·
 Nordea Masters ·
 Lyoness Open ·
 US Open · 
 BMW International Open ·
 Open de France ·
 Scottish Open ·
 The Open Championship · 
 European Masters ·
 Paul Lawrie Matchplay ·
 WGC - Invitational ·
 US PGA Championship · 
 Made in Denmark ·
 Czech Masters ·
 Russian Open ·
 KLM Open ·
 Open d’Italia ·
 European Open ·
 Alfred Dunhill Links Championship ·
 World Match Play Championship ·
 Portugal Masters ·
 Hong Kong Open ·
 BMW Masters ·
 WGC - Champions ·
 Turks Open ·
 Dubai World Championship
EurAsia Cup · Ryder Cup · Seve Trophy · World Cup of Golf